# Associazione fonografici italiani
L'Associazione Fonografici Italiani (AFI) riunisce e rappresenta gli interessi di circa 200 produttori indipendenti italiani.
L'AFI si caratterizza per la centralità del proprio ruolo a tutela e difesa della cultura musicale italiana, difendendone il valore e promuovendone il sostegno presso le Istituzioni politiche nazionali e comunitarie.

## Storia
La nascita dell'A.F.I. risale al 14 novembre 1933, quando a Roma alcune case discografiche italiane dell'epoca su iniziativa di Francesco Braga fondarono la “Federazione Internazionale Italiana dell'Industria Fonografica”; ma l'avvento della II guerra mondiale ne interruppe l'attività.
Sarà il 1 ottobre 1948 il giorno in cui si darà vita definitivamente all'AFI – Associazione dei Fonografici Italiani per iniziativa di sette aziende: VCM (che riuniva La Voce del Padrone – Columbia – Marconiphone,), Fonit, Cetra, Carisch S.A., Durium S.A., A.C.E.R. S.A., Fonotecnica.
Negli anni '50 viene stipulato il contratto con la RAI per l'utilizzo del fonogramma nei programmi televisivi. Durante gli Anni '60, l'AFI svolge attività di tutela dei propri Associati e di promozione della musica italiana, e, nel 1973 è in prima linea per ottenere l'equiparazione del disco ai prodotti culturali di pari valenza e di conseguenza di un assoggettamento ad un'imposizione fiscale ridotta.
Il 1976 vede la stipulazione del primo contratto tipo AFI - SIAE per l'utilizzazione di tutto il repertorio tutelato, amministrato dal BIEM (Organizzazione Internazionale delle Società di gestione collettiva dei diritti di riproduzione fonomeccanica). In quello stesso periodo, a seguito della diffusione di nuovi mezzi di comunicazione e, soprattutto, a seguito dell'adesione dell'Italia alla Convenzione di Roma (Convenzione internazionale sulla protezione degli artisti interpreti o esecutori, dei produttori di fonogrammi e degli organismi di radiodiffusione), AFI è fortemente impegnata nei negoziati volti a riconoscere ai produttori discografici i diritti loro spettanti per la pubblica utilizzazione dei loro fonogrammi.  Comincia in questo periodo anche un'attività interna di formazione tecnica, sia dei propri associati, che dei collaboratori esterni degli associati stessi. Negli anni successivi, AFI esercita, in collaborazione con SIAE, un'importante azione di controllo sul mercato in funzione anti pirateria. Ma se sul piano delle relazioni esterne il ruolo dell'associazione ottenne riconoscimenti sempre più ampi, al suo interno la contrapposizione tra aziende multinazionali e produttori indipendenti si fece più aspra via via che iniziava la crisi del mercato discografico.
Così nel maggio del 1992 le aziende multinazionali presero la decisione di staccarsi dall'A.F.I. per costituire una loro Associazione di categoria: la FIMI. Da allora in poi, l'AFI si caratterizza per il proprio impegno in difesa del ruolo e dei diritti dei produttori indipendenti e a sostegno della musica nazionale con l'obiettivo di valorizzare e incentivare la produzione indipendente nel mercato italiano ed estero.
Nel 1999 viene stipulato un accordo con SIAE al fine di avviare una più stretta collaborazione finalizzata alla difesa del produttore fonografico e dell'artista interprete ed esecutore e di sviluppare iniziative congiunte nell'ambito della musica on-line e dell'antipirateria.
Nel 2000 ha predisposto la prima licenza sperimentale per lo streaming via internet. Nello stesso anno viene concluso un accordo con la radiofonia privata, sottoscritto dalla RNA, l'Associazione cui facevano capo 13 network radiofonici, non solo per il riconoscimento di un compenso ma anche per valorizzare maggiormente i nuovi talenti e le nuove produzioni musicali.
Nel 2001 AFI stipula un accordo con FIMI per il riconoscimento delle rispettive rappresentatività in Confindustria. Sempre nello stesso anno, diventa operativo l'Osservatorio Musicale istituito nel 2000 tra i rappresentanti di AFI e FIMI ed i vertici RAI e finalizzato ad intraprendere una fattiva e continuativa collaborazione tra le Associazioni della Discografia e l'Azienda RAI.
Nel 2002 AFI apre il proprio ufficio di rappresentanza a Bruxelles, sorto per cementare i rapporti istituzionali tra l'Associazione e le Istituzioni politiche Comunitarie con l'obiettivo di promuovere la musica italiana all'estero, di incoraggiare l'adozione di politiche di sostegno delle piccole e medie imprese del settore audiovisivo, favorendo il loro accesso ai programmi finanziati dalla Commissione europea. Inoltre, nel 2002, AFI e FIPI - Federazione Internazionale Produttori Indipendenti - promuovono la realizzazione di corsi di formazione professionale, patrocinati dalla Regione Lombardia e finanziati dal Fondo Sociale Europeo, nel settore della musica e dello Spettacolo.
Nel 2003, AFI accoglie con soddisfazione il decreto di attuazione, in Italia, della Direttiva 29/01 “Sull'armonizzazione di taluni aspetti del diritto d'autore e dei diritti connessi nella società dell'informazione”.
Nel 2004, su iniziativa di AFI, nasce EMCA (European Music Copyright Alliance), alleanza europea di organizzazioni ed enti che rappresentano e tutelano i diritti degli autori, dei produttori e degli artisti, nata con l'obiettivo di promuovere, nelle scuole, campagne di educazione sul valore della creatività e dei diritti dei suoi protagonisti.
Nel 2003 AFI si certifica UNI EN ISO 9001:2000 con EQA (European Quality Assurance Limited), per i corsi di formazione professionale FSE e per l'attività di raccolta dei diritti per conto degli Associati. Detta certificazione rappresenta un requisito necessario ai fini della partecipazione a bandi e progetti promossi o finanziati dalla Regione Lombardia e dalla Commissione Europea e ai fini del riconoscimento della qualità del sistema di gestione e ripartizione dei diritti adottato da AFI.
Nel 2004 AFI partecipa come partner al progetto AXMEDIS (Automating Production of Cross Media Content for Multi-channel Distribution ) della durata di quattro anni, finanziato dalla Commissione Europea.
Nel 2005 AFI è firmataria del “Patto di Sanremo” promosso dal Ministero dell'Innovazione, insieme ai Ministeri dei Beni Culturali e delle Telecomunicazioni per l'adozione di codici di autoregolamentazione da parte di tutti gli attori del mondo digitale. AFI firma un accordo con FIMI, nel 2005, per un'unica rappresentanza del settore in Confindustria e stringe un'alleanza con SCF per la tutela e la riscossione dei diritti dei produttori. Sempre nel 2005, AFI, FIMI, SCF, PMI, IMAIE e SIAE firmano un accordo per partecipare a manifestazioni fieristiche internazionali sotto la denominazione comune di “ITALIA IN MUSICA”.
Nel 2005 AFI aderisce a CAPI – Federazione Europea di Compositori, Autori, Produttori e Interpreti – organismo con sede a Bruxelles, nato con l'obiettivo di favorire le relazioni tra aventi diritto di tutta Europa, di promuovere manifestazioni culturali e iniziative di formazione professionale e di rafforzare i diritti di proprietà intellettuale nel contesto delle nuove tecnologie. Nel 2005, a seguito delle attività di verifica svolte da EQA, AFI ottiene l'adeguamento al D.G.R. 13083/2003 ed il D.D.G. 8498/2003 della Regione Lombardia, requisito indispensabile per la certificazione nell'organizzazione di Corsi di Formazione Professionale.
Nel 2006 AFI è socio fondatore di SISTEMA CULTURA ITALIA, Federazione delle industrie culturali italiane costituitasi in ambito di Confindustria. Nel 2006 AFI organizza, a Termoli la propria prima Convention nazionale che ha visto la presenza, insieme agli associati, di numerosi rappresentanti di altre associazioni di categoria e delle Istituzioni politiche, oltre che di professionisti del settore musicale ed esperti in materia di diritto d’autore e nuove tecnologie: due giornate di lavoro, di dibattiti e interventi, che si sono concluse con due spettacoli di musica con numerosi artisti e giovani emergenti, trasmesse su RAI2 in un programma televisivo dal titolo “Se rinasco….canto”.
Nel 2006 AFI rinnova la Certificazione UNI EN ISO 9001:2000 sempre con EQA.
Nel 2007 AFI entra nel Direttivo di FPM -Federazione Antipirateria Musicale - per potenziare l'informazione agli Associati in materia di anti pirateria e per contribuire nell'azione di lotta contro l'acquisizione e condivisione illegale di contenuti.
Sempre nel 2007 AFI realizza una piattaforma digitale denominata AFI MUSIC, con l'obiettivo di predisporre il database digitale del repertorio delle proprie aziende per facilitare la riscossione e ripartizione dei diritti maturati all'estero e promuovere la diffusione e la commercializzazione del catalogo musicale dei propri Associati nelle nuove piattaforme digitali.
Nel 2008 AFI fa realizzare un nuovo Database per migliorare la gestione dei dati fiscali ed amministrativi degli Associati.
Nel 2008 AFI partecipa al Popkomm di Berlino con un proprio stand e organizza una serie di iniziative ed eventi di celebrazione dei 60 anni dalla sua fondazione (MIDEM 2008; SANREMO 2008; realizzazione di una ricerca di mercato, in collaborazione con Cierre, sui “Giovani e la Musica on-line”).
Nel 2008 e nel 2009, grazie all'attività svolta a Bruxelles, AFI è fortemente impegnata nell'azione di lobby con il Parlamento Europeo, la Commissione Europea e la Rappresentanza Italiana presso l'Unione Europea, cementando anche i rapporti con altri organismi di settore e con le società di gestione di diritti connessi di altri paesi. Con riferimento a queste ultime, AFI sigla un accordo con SIMIM ed IMAGIA, per la riscossione dei diritti maturati in Belgio dai propri associati.
Nel 2009 AFI consolida le iniziative di promozione, realizzando un nuovo sito internet (con informazioni sui propri associati e sulle loro produzioni discografiche, con news aggiornate su temi di attualità e con una sezione contenente le leggi e norme sul diritto d'autore nazionale ed internazionale) ed rinnovando, anche graficamente, la propria campagna pubblicitaria sulla principale rivista del settore denominata “Musica & Dischi”.
Nel 2009, AFI affida a SIAE il mandato a raccogliere, per conto dei propri associati, i diritti connessi ad essi dovuti per la pubblica diffusione delle registrazioni musicali nei locali da ballo e nei pubblici esercizi.
Nel 2009 AFI ha sottoscritto una serie di accordi con società di collecting estere al fine di garantire ai propri Associati la raccolta del diritto connesso anche all'estero.
Dal 2010 al 2014, l'AFI continua la sua attività sotto la Presidenza dell'avvocato Leopoldo Lombardi, al quale si avvicenda nel 2015 la Presidenza di Cristiano Minellono.
AFI nel 2018 elegge come Presidente Sergio Cerruti, classe 1975, già Vicepresidente dell'Associazione nella precedente consiliatura, che nel 2019 dà vita ad AFI Servizi.
Nel 2023 AFI viene ricevuta al Quirinale dal Presidente della Repubblica Sergio Mattarella in occasione del 75º anniversario dell'Associazione. Sempre nel 2023, AFI riceve l'attestato di Civica Benemerenza in occasione dell'Ambroginno d'Oro 2023.
Nel 2024, allo scadere del mandato del Presidente Cerruti, AFI elegge Gianni di Sario nuovo Presidente.

## Attività
Partecipa all'European Music Copyright Alliance (EMCA) in seno alla quale rappresenta il comparto musicale italiano insieme a SIAE ed IMAIE. In ottemperanza alle disposizioni in materia di tutela del diritto d'autore e dei diritti connessi al suo utilizzo (legge 22 aprile 1941, n. 633), l'AFi si occupa in via prioritaria di riscuotere e ripartire, tra gli associati aventi diritto, i proventi legati alla fruizione di brani musicali, video ed altri supporti trasmessi da radio, televisioni e locali pubblici. L'Associazione è deputata inoltre alla riscossione dei diritti derivanti dall'utilizzo di musica d'ambiente negli esercizi commerciali, attività svolta di concerto con la SIAE.